# Тин-Зауатин
Тин-Зауатин (араб. تين زاوتين‎) — город и коммуна в южной части Алжира, в вилайете Таманрассет. Административный центр и единственная коммуна в составе одноимённого округа.

## Географическое положение

Коммуна Тин-Зауатин

Город находится на юго-западе вилайета, в пределах центральной части Сахары, вблизи государственной границы с Мали, на расстоянии приблизительно 1850 километров к югу от столицы страны Алжира. Абсолютная высота — 636 метров над уровнем моря. 

Коммуна Тин-Зауатин граничит с коммунами Абалесса, Ин-Геззам, а также с территорией Мали. Её площадь составляет 41 313 км².

## Климат
Климат города характеризуется как аридный жаркий (BWh в классификации климатов Кёппена). Осадки в течение года практически отсутствуют (среднегодовое количество — 58 мм). Средняя годовая температура составляет 26,5 °C. Средняя температура самого холодного месяца (января) составляет 16,7 °С, самого жаркого месяца (июня) — 34 °С..

## Население
По данным официальной переписи 2008 года численность населения коммуны составляла 4157 человек. Доля мужского населения составляла 52,6 %, женского — соответственно 47,4 %. Уровень грамотности населения составлял 47,2 %. Уровень грамотности среди мужчин составлял 58,1 %, среди женщин — 35,3 %. 1,9 % жителей Тин-Зауатина имели высшее образование, 3,6 % — среднее образование.